# Kölnan

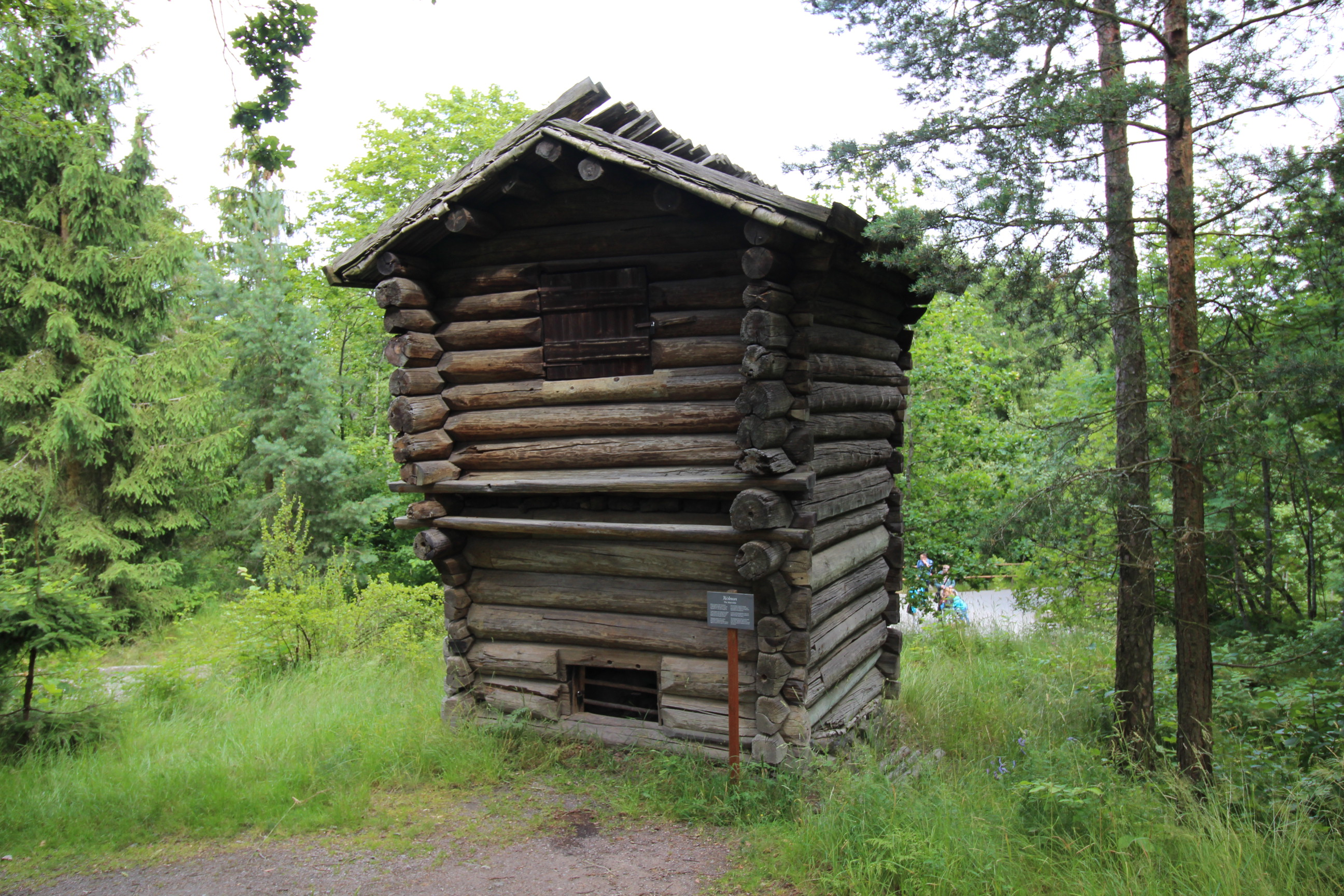
Kölnan på Skansen stod ursprungligen i Köla socken, Värmland.

Kölnan är en historisk byggnad på friluftsmuseet Skansen på Djurgården i Stockholm. Ursprungligen stod Kölnan i Korteruds by i Köla socken i Värmland. 1923 flyttades Kölnan till Skansen. Byggnaden, vars väggar buktar svagt utåt, är uppförd i två våningar av knuttimrat virke. Taket hålls uppe av fem kraftiga åsar. Kölnan användes särskilt för torkning av malt som behövdes vid ölbryggning. Genom en öppning nedtill på gaveln nåddes den värmealstrande gråstensugnen. Halvvägs upp låg lavarna på vilka maltet breddes ut för torkning. Maltet kunde skötas genom gavelluckan på andra våningen.